# DM i cykelcross 2025
Danmarksmesterskaberne i cykelcross 2025 var den 56. udgave af DM i cykelcross. Mesterskabet fandt sted den 12. januar 2025 på en 2,4 km lang rute ved Høvelte-Sandholm øvelsesområde i Høvelte. Holte MTB Klub og Ulkestrup Cycling Club var arrangør.

## Resultater
| Event        | Guld                                                      | Sølv                                                                      | Bronze                                          |
| ------------ | --------------------------------------------------------- | ------------------------------------------------------------------------- | ----------------------------------------------- |
| Herrer       |                                                           |                                                                           |                                                 |
| Herrer elite | Daniel Weis (Decathlon AG2R La Mondiale Development Team) | Mads Schulz Jørgensen (Team CO:PLAY-Giant Store)                          | Jonas Posselt Gamborg (Aarhus MTB)              |
| U23 Herrer   | Daniel Weis (Decathlon AG2R La Mondiale Development Team) | Mads Schulz Jørgensen (Team CO:PLAY-Giant Store)                          | Jonas Posselt Gamborg (Aarhus MTB)              |
| Herrejunior  | Oskar Koudal (Skovlyst MTB)                               | Marius Engelbrecht Linde (CeramicSpeed Aros Forsikring Herning CK Junior) | Oscar Heiberg Dige (Tscherning Cycling Academy) |
| Damer        |                                                           |                                                                           |                                                 |
| Damer elite  | Caroline Bohé (Ghost Factory Racing Team)                 | Ann-Dorthe Lisbygd (Dansk Mountainbike Klub)                              | Mille Foldager Nielsen (Willing Able Racing)    |
| U23 Damer    | Ingen deltagere                                           |                                                                           |                                                 |
| Damer junior | Mille Foldager Nielsen (Willing Able Racing)              | Sara Aaboe Kallestrup (MTB Randers)                                       | Katrine Frederiksen (Herning Cykle Klub)        |